# Wikipedia în finlandeză
Wikipedia în finlandeză (în finlandeză Suomenkielinen Wikipedia) este versiunea în limba finlandeză a Wikipediei, și se află în prezent pe locul 22 în topul Wikipediilor, după numărul de articole.  În prezent are peste 400 000 de articole.